# Lingua romulana
Il Romulano è la lingua del popolo alieno dei Romulani,
creata per la serie televisiva e cinematografica Star Trek; similmente alla più nota Lingua klingon, e alla lingua vulcaniana. 

## Storia
Abbandonato il pianeta Vulcano i Romulani, per distinguersi dai Vulcaniani, adottarono la lingua vulcaniana classica (Vulcaniano golico tradizionale) al posto di quella moderna. Con l'andare del tempo questa lingua classica ripristinata intraprese una propria evoluzione separata da quella del vulcaniano, dando così luogo alla lingua romulana.

## Grammatica
Data la sua origine, la lingua romulana è per forza di cose imparentata con la lingua vulcaniana. Il romulano parlato ha tre dialetti. La lingua scritta possiede un proprio alfabeto denominato "Kzhad", che consta di caratteri quadrati e rettangolari.